# Józef Gasiński
Józef Bronisław Gasiński (ur. 23 sierpnia 1903 w Lipniku, zm. 3 marca 1989 w Katowicach) – polski chirurg i profesor nauk medycznych, uczestnik wojny polsko-bolszewickiej, jeden z twórców śląskiej szkoły chirurgii.

## Życiorys
Urodził się w Lipniku koło Białej Krakowskiej jako syn Józefa Gasińskiego i Zuzanny Gasińskiej z Pilchów.

### Udział w wojnie polsko-bolszewickiej
14 lipca 1920 roku, razem z całą swoją klasą z Gimnazjum Realnego im. Adama Asnyka w Białej Krakowskiej zgłosił się do armii jako ochotnik i został wcielony do batalionu 3 p.s.p.. Na front wyruszył 5 sierpnia.

### Nauka
3 listopada 1920 na nowo podjął przerwaną z powodu wojny naukę w Gimnazjum Realnym im. Adama Asnyka w Białej Krakowskiej. Dwa lata później, po uzyskaniu świadectwa dojrzałości, rozpoczął studia matematyczno-przyrodnicze na Wydziale Filozoficznym Uniwersytetu Jagiellońskiego w Krakowie, jednak już po miesiącu nauki dokonał przeniesienia na Wydział Lekarski za osobistą zgodą prof. Stanisława Maziarskiego, który pełnił ówcześnie obowiązki dziekana. Dyplom lekarza i tytuł doktora nauk wszelakich uzyskał 30 maja 1928 roku.
W okresie studiów był także uczniem krakowskiej Szkoły Muzycznej w klasie skrzypiec.

### Życie zawodowe

#### Okres przedwojenny
Pierwsze prace związane z zawodem podjął jeszcze jako student, m.in. w Zakładzie Anatomii Opisowej Uniwersytetu Jagiellońskiego. 1 czerwca 1928 roku rozpoczął praktyki w Klinice Chirurgicznej UJ, znanej także pod nazwą „biała chirurgia”, gdzie brał udział w operacjach prowadzonych przez prof. Maksymiliana Rutkowskiego, ówczesnego kierownika kliniki. Dwa lata później, w październiku 1930, przeniósł się do nowo powstałej II Kliniki Chirurgicznej UJ przy Szpitalu Św. Łazarza (tzw. „czerwona chirurgia”), gdzie kształcił się pod opieką prof. Jana Glatzla i gdzie wkrótce objął stanowisko starszego asystenta.
Wkrótce został zastępcą prof. Glatzla. Zarówno on jak i jego przełożony zasłynęli dzięki imponującej precyzji i szybkości przy wykonywaniu zabiegów. Młodsi asystenci, w akcie podziwu, mieli zwyczaj mierzyć czas operacji stoperem.
17 czerwca 1939 Józef Gasiński obronił habilitację na Wydziale Lekarskim UJ na podstawie rozprawy „Układ wegetatywny a serca w nadtarczyczności doświadczalnej u zwierząt” (jednak jej formalne zatwierdzenie nastąpiło dopiero po zakończeniu wojny, 20 sierpnia 1945 roku).

#### Okres okupacji 1939–1945
We wrześniu 1939 roku, dwa dni po wybuchu II wojny światowej, cały zespół prof. Glatzla (w tym i Józef Gasiński) otrzymał nakaz  ewakuacji na wschód i wyruszyli w kierunku Lwowa. Najpierw zatrzymali się w miejscowości Cumań – w tamtejszym dworze należącym do Janusza Radziwiłła zorganizowali szpital polowy (który najprawdopodobniej funkcjonował pod numerem 292). Po nadejściu wojsk radzieckich, zespół postanowił przedrzeć się do Lwowa, gdzie udało im się dotrzeć pociągiem towarowym. Na miejscu spotkali prof. Jana Lewartowicza, który kierował ówcześnie Kliniką Dermatologii Uniwersytetu Jana Kazimierza (obecnie Uniwersytet Lwowski). Udzielił on schronienia uchodźcom z Krakowa na terenie Kliniki. Tam też kilka dni później dobiegła ich informacja (za pośrednictwem listu wysłanego przez Annę Gasińską, żonę Józefa), że otworzono granicę w Przemyślu i powrót do Krakowa jest możliwy. Na początku listopada grupa dotarła do Przemyśla i po kilkudniowym oczekiwaniu udało się im przekroczyć granicę na Sanie. Do Krakowa powrócili 10 listopada 1939 roku. Dzięki temu, że pozostali tak długo nieobecni w Krakowie, uniknęli aresztowania i egzekucji w „Sonderaktion Krakau”, do której wydarzeń doszło zaledwie 4 dni przed ich powrotem.
Klinika Chirurgiczna wznowiła swoje działanie, jednak w sierpniu roku 1941 jej kierownictwo objął oficer niemiecki Schörcher, chirurg pochodzący z Monachium, usuwając tym samym ze stanowiska prof. Jana Glatzla. Zaledwie dwa dni po przejęciu kontroli nad Kliniką, Schörcher zwolnił z pracy Józefa Gasińskiego, widząc, iż kompetencje i umiejętności polskiego chirurga znacznie przewyższają jego własne (Gasiński był w stanie wykonać skomplikowaną operację strumy Basedowa w ciągu zaledwie 20 minut, podczas gdy o wiele prostszy zabieg zajął Schörcherowi całe dwie godziny).
Po utracie zatrudnienia w Klinice Chirurgicznej, Gasiński podjął pracę w Ubezpieczalni Społecznej w charakterze chirurga specjalisty, a także w różnych prywatnych lecznicach, w tym w Domu Zdrowia, gdzie zatrudnienie znalazł także jego dawny przełożony, prof. Jan Glatzel. Znaczną część zabiegów, które wykonywali ówcześnie Glatzel i Gasiński stanowiły rany postrzałowe, które pacjenci odnosili w wyniku starć z siłami okupacji.

#### Życie zawodowe w Krakowie w okresie powojennym
W roku 1945, 20 sierpnia, formalnie zatwierdzono habilitację dr. Gasińskiego, którą obronił tuż przed wybuchem wojny. Do roku 1949, Józef Gasiński, ówcześnie docent UJ, wykładał chirurgię operacyjną oraz traumatologię z ratownictwem studentom medycyny, a w październiku 1948 objął dwa stanowiska ordynatorskie: w nowo powstałym Oddziale Torakochirurgicznym przy Instytucie Gruźlicy w Szpitalu im. Dr Anki na Prądniku w Krakowie (obecnie Szpital im. Jana Pawła II) oraz na Oddziale Chirurgicznym Wojewódzkiego Zarządu Służby Zdrowia Komendy Wojewódzkiej Milicji Obywatelskiej w Krakowie. Niepewny, czy powinien przyjmować propozycję pracy w szpitalu związanym z komunistyczną władzą, zwrócił się o opinię do wieloletniego rektora UJ (w tym tajnego UJ w okresie okupacji), prof. Władysława Szafera, który wyraził swoją aprobatę i podkreślił, że będzie to wyłącznie wykonywanie pracy lekarza. W okresie pracy w szpitalu wojskowym, Gasiński był wielokrotnie namawiany do wstąpienia do PZPR, jednak konsekwentnie odmawiał, co uniemożliwiło mu dalsze awanse.

#### Praca na Śląsku
W międzyczasie, we wrześniu 1949, po raz pierwszy pojawił się na Śląsku (który wkrótce miał stać się głównym obszarem jego działalności) i objął funkcję kierownika I Kliniki Chirurgicznej w Zabrzu, do której przez następne lata dojeżdżał z Krakowa. Osobiście zorganizował Klinikę od podstaw i wyodrębnił jej oddziały: chirurgii ogólnej, naczyniowej, dziecięcej i urazowej. Dwa miesiące później, w listopadzie, nadano mu nominację na profesora nadzwyczajnego.
31 grudnia 1950 Dr Gasiński opuścił stanowisko ordynatora obydwu oddziałów chirurgicznych w Krakowie. W roku 1951 raz jeszcze powrócił do Szpitala Dr Anki na Prądniku w Krakowie, by przeprowadzić rewolucyjny na ówczesne czasy zabieg częściowego usunięcia osierdzia z dostępu pozaopłucnowego metodą Brauna. Operacja ta zainicjowała rozwój nowoczesnej kardiochirurgii w Polsce.
Rok później, po konflikcie z prof. Glatzlem, Gasiński zerwał współpracę z Kliniką Chirurgiczną UJ. Zakończyło to okres jego działalności zawodowej w Krakowie.
W 1954 roku I Klinika Chirurgiczna w Zabrzu, którą kierował, została przemianowana na II Klinikę Chirurgii. Utworzono także I Klinikę, której kierownictwo objął jeden z najwybitniejszych uczniów Gasińskiego, Stanisław Szyszko. Rok później została ona poszerzona o oddział urologiczny.
Tytuł profesora zwyczajnego Józef Gasiński otrzymał w roku 1956. Kolejne lata spędził rozwijając kompetencje śląskiej chirurgii: w roku 1966 jako pierwszy w Polsce dokonał przeszczepu nerki od żywego dawcy, a trzy lata później, we współpracy z zespołem kierowanym przez prof. Leszka Gieca, wykonał pierwszy na Śląsku zabieg wszczepienia rozrusznika serca.
W roku 1964 Klinikę, którą zarządzał, przeniesiono do Państwowego Szpitala Klinicznego im. A. Mielęckiego w Katowicach. W owym czasie dysponowała ona trzema salami operacyjnymi, 123 łóżkami, zapleczem diagnostycznym oraz pomieszczeniami dydaktycznymi posiadającymi możliwość teletransmisji zabiegów operacyjnych, a także przychodniami przyklinicznymi i pomieszczeniami dostosowanymi do potrzeb chirurgii eksperymentalnej. W roku 1967 Klinika poszerzyła się o oddział anestezjologiczny, a w roku 1972 zmieniono jej nazwę na I Klinikę Chirurgii Ogólnej. Prof. Gasiński pozostał w niej jeszcze rok, by następnie, w październiku 1973, przejść na emeryturę w wieku 70 lat. Cztery lata później, w roku 1977, Śląska Akademia Medyczna nadała prof. Józefowi Gasińskiemu doktorat honoris causa.
Prof. Józef Gasiński był promotorem 42 prac doktorskich oraz autorem i współautorem 112 prac naukowych. Opracowywał i wdrażał nowe metody operacyjne. Dziesięcioro z jego uczniów zdobyło tytuł naukowy profesora. Jego imię nosił istniejący do 2014 roku Wojewódzki Zakład Opieki Zdrowotnej w Tychach.

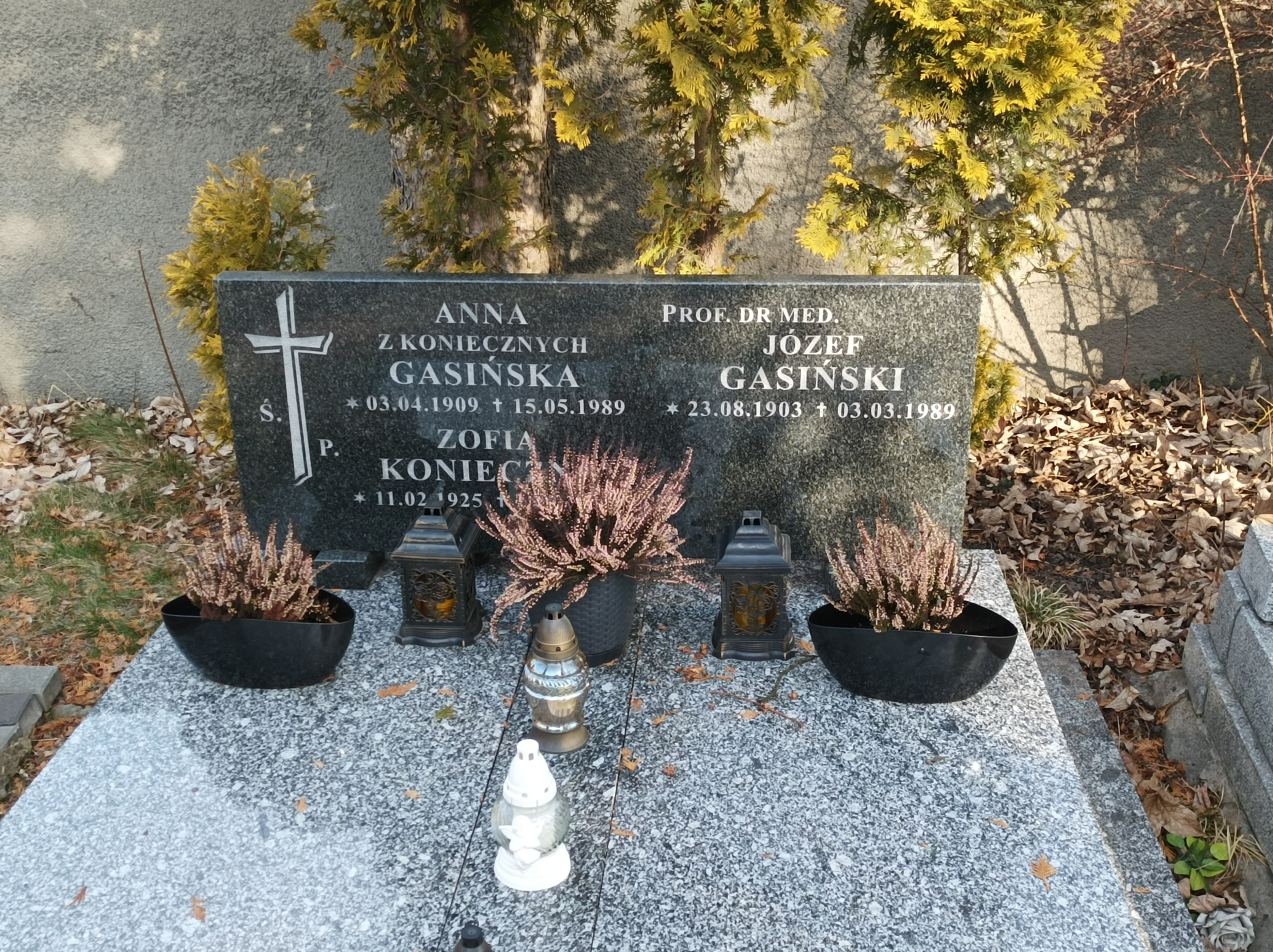
Grób prof. Józefa Gasińskiego na cmentarzu przy ul. Sienkiewicza w Katowicach

### Życie osobiste
W 1936 roku Józef Gasiński ożenił się z Anną Konieczną, filologiem. Miał córkę Teresę.

## Odznaczenia
- Krzyż Komandorski Orderu Odrodzenia Polski
- Krzyż Oficerski Orderu Odrodzenia Polski
- Krzyż Kawalerski Orderu Odrodzenia Polski
- Złoty Krzyż Zasługi
- Brązowy Medal za Zasługi dla Obronności Kraju